# Dr. Elly Jaffé Prijs
In het jaar 2000 brengt de romaniste en literatuurcritica Elly Jaffé-Freem een deel van haar vermogen onder in de Dr. Elly Jaffé Stichting, die het Nederlandse taalgebied door middel van vertaalprijzen en vertaalstipendia wil ontsluiten voor Franse literatuur. De Dr. Elly Jaffé Stichting wordt beheerd door de Stichting Auteursprijzen.
Sinds 2001 wordt de Dr. Elly Jaffé Prijs aanvankelijk tweejaarlijks, vervolgens driejaarlijks uitgereikt. De prijs, waaraan een bedrag van 40.000 euro is verbonden, wordt toegekend voor één specifieke vertaling, maar geldt ook als oeuvreprijs. Het Dr. Elly Jaffé Stipendium is een eenmalige aanmoedigingstoelage van 7.000 euro voor een veelbelovende beginnende vertaler of vertaalster Frans-Nederlands.

## Toekenningen Dr. Elly Jaffé Prijs
- 2001: Hans van Pinxteren. Bekroond werk: Essais. Ik ben nogal klein van stuk. Essays over ijdelheid van Montaigne
- 2003: Marianne Kaas. Bekroond werk: Sur la scène comme au ciel van Jean Rouaud
- 2005: Rokus Hofstede. Bekroond werk: Ik ben geboren van Georges Perec
- 2007: Jeanne Holierhoek. Bekroond werk: Over de geest van de wetten van Montesquieu
- 2009: Mirjam de Veth. Bekroond werk: De Seizoenen van Maurice Pons
- 2012: Jan H. Mysjkin. Bekroond werk: De Graaf van Montecristo van Alexandre Dumas
- 2015: Hannie Vermeer-Pardoen. Bekroond werk: De reizigers op de imperiaal van Louis Aragon
- 2018: Martin de Haan. Bekroonde werken: Soumission van Michel Houellebecq en Les liaisons dangereuses van Pierre Choderlos de Laclos.
- 2021: Marthe Elzinga. Bekroonde werken: Het drinkgelag – een trilogie van de dorst van René Daumal en de vertalingen van Patrick Modiano.
- 2024: Kiki Coumans. Bekroond werk: Zomer 80 van Marguerite Duras

## Toekenningen Dr. Elly Jaffé Stipendium
- 2000: Kiki Coumans
- 2001: Anneke Alderlieste
- 2007: Martine Woudt
- 2009: Tatjana Daan
- 2012: Hester Tollenaar
- 2018: Eva Wissenburg
- 2021: Sanne van der Meij